# Milenko Krešić
Milenko Krešić (Čapljina, 23. studenoga 1971.), hrvatski katolički svećenik i povjesničar.

## Životopis
Rodio se 1971. godine. U Hutovu završava osnovnu školu te klasičnu gimnaziju u Nadbiskupskom sjemeništu u Zagrebu. Filozofsko-teološki studij završio je na Vrhbosanskoj katoličkoj teologiji u Sarajevu. Diplomirao je na temu „Mons. Stjepan Batinović, župnik, pisac i izdavač”. Za svećenika Trebinjsko-mrkanske biskupije zaređen je u Trebinju 29. lipnja 1997. godine.
Bio je župni vikar u katedralnoj crkvi Marije Majke Crkve u Mostaru i u Studencima (1998.–2002.). Licencijat iz teologije, smjer povijest Crkve, postigao je u lipnju 2004. godine na Papinskom sveučilištu Svetog Križa u Rimu, obranivši licencijatski rad „Odnosi Katoličke Crkve i Nezavisne Države Hrvatske (1941. – 1945.)”.
Nakon toga se vraća u BiH i predaje na Teološkom institutu u Mostaru. Deset je godina predavao predmete Uvod u misterij Krista i povijest spasenja, Kršćanska arheologija, Povijest Crkve u Hrvata, Biblijska arheologija i Metodologija znanstvenog rada. Službovao je kao župni vikar u Aladinićima (2004.–2009.). U isto vrijeme upisao je na Filozofskom fakultetu Sveučilišta u Zagrebu doktorski studij i doktorirao na temu „Odnosi katolika jugoistočne Hercegovine s muslimanima i pravoslavnima u vrijeme osmanske vladavine: Od osmanskog zauzeća do Bečkog kongresa (1482. – 1815.)”.
Od rujna 2009. je župni upravitelj katedralne župe Rođenja Blažene Djevice Marije u Trebinju te od studenog 2013. dekan Trebinjskog dekanata. Na tim slućbama ostaje do 2015. godine. Na Katoličko-bogoslovnom fakultetu u Sarajevu imenovan je za profesora potkraj veljače 2015. te izabran u zvanje docenta na katedri Crkvene povijesti Katoličkog bogoslovnog fakulteta Sveučilišta u Sarajevu. Od 2019. godine obnaša službu duhovnika u Vrhbosanskom bogoslovnom sjemeništu.

## Spisateljska djelatnost
Autorske knjige:
- „Crkva i država u Nezavisnoj Državi Hrvatskoj (1941. – 1945.)” (Mostar, 2006.) [prevedena na talijanski „La Chiesa e lo Stato in Croazia (1941-1945)”] (Ancona, 2006.)
- „Don Vidoje Maslać i Trebinjsko-mrkanska biskupija 1795. – 1862.” (Trebinje, 2012.)
- „Vrijeme lomova: Katolici jugoistočne Hercegovine od 10. do početka 17. stoljeća” (Sarajevo – Zagreb, 2017.)
- „Nadbiskup Stadler i financije: gradnje, nekretnine i poslovi” (Sarajevo – Zagreb, 2021.)

Urednik knjiga:
- „300 godina župe Dubrave” (Alidinići, 2006.)
- „Jakov Markijski i njegovo djelovanje u Bosni. Radovi s međunarodnog simpozija o sv. Jakovu Markijskom održanom u Deževicama 19. i 20. rujna 2015.”, (Sarajevo – Deževice, 2016.)
- „Trebinjsko-mrkanska biskupija u vrijeme posljednjega vlastitog biskupa Nikole Ferića (1792.-1819.) i nakon njega” (Mostar, 2020.)

### Novinski članci
- Dr. Milenko Krešić, profesor crkvene povijesti na KBF-u u Sarajevu. KTA BK BiH. Pristupljeno 10. studenoga 2018.

### Mrežna sjedišta
- Imenovanja (PDF). Službeni vjesnik biskupija Mostarsko-duvanjske i Trebinjsko-mrkanske. Biskupski ordinarijat Mostar. Mostar.  (1): 25. 2015
- Imenovanja i premještaji (PDF). Službeno glasilo Vrhbosanske nadbiskupije. Vrhbosanska nadbiskupija. Sarajevo.  (3): 199–202. 2019
- Izv. prof. dr. sc. Milenko Krešić. Sveučilište u Sarajevu – Katolički bogoslovni fakultet. Inačica izvorne stranice arhivirana 16. listopada 2018. Pristupljeno 10. studenoga 2018.